# Xpert Europäischer Computer Pass
Der Xpert Computer Pass ist ein Zertifikat der Volkshochschulen und beruht auf einem europaweit einheitlichem Ausbildungs- und Prüfungsverfahren. Der Sitz der Europäischen Prüfungszentrale ist in Hannover.
An vielen Volkshochschulen wird die Xpert Zertifikatssysteme angeboten. Die praxisorientierte Computer-Ausbildung besteht aus acht Modulen, die jeweils mit einer Prüfung und einem benoteten Zeugnis abschließen. Alle Prüfungen bestehen aus einem Theorie- und einem Praxisteil.

## Pflichtmodul
- Xpert Starter und Xpert Basiszertifikat IT-Kompetenz

Nach erfolgreichem Abschluss des Pflichtmoduls und zweier Wahlmodule wird der Xpert Computer Pass vergeben. Die Prüfungen dazu müssen innerhalb von 18 Monaten abgelegt werden.                                                                                                                     
- Das Modul Xpert Starter ist seit 2017 kein Pflichtmodul mehr

## Zusatzmodule
- Textverarbeitung Basics
- Tabellenkalkulation
- Präsentation
- Datenbankanwendung
- Kommunikation

Nach erfolgreicher Absolvierung von zwei Zusatzmodulen wird der Europäische Computer Pass Xpert Master verliehen. Die Module sind frei wählbar. Die Prüfungen müssen in weiteren 18 Monaten abgelegt werden.
Informationen über das Ausbildungsangebot erteilen die örtlichen Volkshochschulen.